# 祿豐南站
禄丰南站，位于中华人民共和国云南省楚雄彝族自治州禄丰县金山镇，是成昆铁路复线即广昆铁路上的火车站，于2014年1月16日开通启用，由昆明铁路局管辖。

## 车站结构

### 站场
| 站房 | 售票处、候车室、检票口 | 售票处、候车室、检票口            |
| 站场 | 侧式站台               | 侧式站台                          |
| 站场 | 1站台                  | 广昆铁路 往昆明方向（双湄村站）   |
| 站场 | 正线                   | 广昆铁路下行列车通过线            |
| 站场 | 正线                   | 广昆铁路上行列车通过线            |
| 站场 | 2站台                  | 广昆铁路 往广通北方向（广通北站） |
| 站场 | 岛式站台               |                                   |
| 站场 | 3站台                  | 广昆铁路列车                      |

## 車站周邊
- 禄丰县气象局
- 禄丰县审计局
- 禄丰县龙城中学
- 金山镇中心小学
- 金德大酒店

## 歷史
- 2014年1月16日开通启用。

## 外部連結
- 中国铁路客户服务中心 （页面存档备份，存于）